# Route nationale 384
Pour les articles homonymes, voir Route 384.
La route nationale 384 ou RN 384 était une route nationale française reliant Saint-Dizier à Bar-sur-Aube. À la suite de la réforme de 1972, elle est déclassée en RD 384.
Voir le tracé de la RN 384 sur Google Maps

## Ancien tracé de Saint-Dizier à Bar-sur-Aube (D 384)
- Saint-Dizier (km 0)
- Éclaron (km 9)
- Montier-en-Der (km 24)
- Soulaines-Dhuys (km 37)
- Bar-sur-Aube (km 55)